# منوچهر طیاب
منوچهر طَیّاب (زادهٔ ۱۳۱۶ در تهران – درگذشتهٔ ۴ شهریور ۱۳۹۹ در وین) فیلم‌سازِ مستند، نویسنده، عکاس، و منتقد اهل ایران بود. حدودِ صد فیلم از او بر جا مانده‌است.

## آغاز زندگی و تحصیل
منوچهر طیاب در سال 1316 در تهران زاده شد. او در دبیرستان البرز در رشته ریاضی فیزیک تحصیل کرد. اما می‌خواست با بورس تحصیلی دولت برای تحصیل در رشته تئاتر به خارج از کشور برود اما با مخالفت سرپرست دانشجویان مواجه شد که باور داشت بورس تحصیلی برای پزشکان و مهندسان است. به همین دلیل، طیاب ناچار شد در رشته معماری از دانشگاه فنی وین پذیرش بگیرد ولی هدف اصلی او تحصیل در رشته سینما بود. وی دانش‌آموختهٔ رشتهٔ معماری از دانشگاه فنی وین و تحصیل کردهٔ رشتهٔ کارگردانی سینما و تلویزیون و طراحی صحنه از دانشکدهٔ سینمایی آکادمی دولتی موسیقی و هنرهای نمایشی وین بود.

## بازگشت و کار حرفه‌ای

### فیلم‌سازی
منوچهر طیاب در اتریش ازدواج کرد ولی برای کار به ایران بازگشت و در اداره سمعی و بصری اداره کل هنرهای زیبا که بعداً به وزارت فرهنگ و هنر تغییر یافت، مشغول به کار شد.
منوچهر فیلمسازی را در سال ۱۳۴۲ خورشیدی با کارگردانی فیلمی دربارهٔ سفال‌های قدیمی ایران به نام سفال آغاز کرد. در سال ۱۳۴۳ طیاب دومین فیلم خود را با نام ریتم ساخت که مورد توجه یونسکو قرار گرفت. او بیش از ۹۰ فیلم مستند و آموزشی ساخته‌است. تحصیل منوچهر طیاب در رشتهٔ معماری باعث شد به ساخت فیلم‌های مستند دربارهٔ معماری و به ویژه تاریخ معماری ایران علاقه پیدا کند.
تنها فیلم داستانی طیاب سوزن‌بان است که در سال ۱۳۵۰ آن را ساخت. او فیلم داستانی دیگری نیز به نام سوی شهر خاموش ساخت که به کل سانسور شد و از بین رفت.
منوچهر طیاب، پیش از انقلاب ۱۳۵۷ مدتی نیز با دانشگاه کلمبیا همکاری داشت. وی استاد رشتهٔ سینما در دانشکده هنرهای دراماتیک و تلویزیون، سرپرست رشتهٔ سینماتوگرافی و عکاسی دانشکدهٔ علوم ارتباطات اجتماعی تهران و عضو هیئت داوران یونسکو در جشنواره بین‌المللی فیلم کوتاه کراکوف لهستان بوده‌است.
منوچهر طیاب ایران‌شناس و از جمله افرادی بود که برای توسعه و گسترش عملی سینمای مستند در ایران تلاش نمود. او تلاش می‌کرد خرده‌فرهنگ‌های گمشده ایران را ماندگار کند. طیاب معتقد بود که فرهنگ یک جریان سیال است که در ارتباط درست با دیگران معنا می‌یابد. او عمیقاً اعتقاد داشت که از طریق آثار فرهنگی می‌توان ایران را به جهانیان معرفی کرد و در این زمینه گفته بود:
امروز می‌توانیم با استفاده از این تصویر وقت بگذاریم و کشور خود را به جهانیان بشناسانیم. سینما این امکان را به ما می‌دهد که نه تنها فرهنگ و جغرافیای ایران را برای خودمان روشن کنیم، بلکه می‌توانیم وجوه آن را برای اروپاییان و در کل غیرایرانیان نیز روشن کنیم.

### نویسندگی
او کتاب فیلم‌های مستند خود از جمله: همراه باد در دل تنهایی کویر و دریای پارس را نیز چاپ و منتشر نمود.

### عکاسی
منوچهر طیاب به عکاسی نیز علاقه داشت. از دید او، عکس، «یادداشت تصویری» بود که از آن برای فیلمسازی خود بهره می‌گرفت. عکاسی برای او مشوقی برای انجام تدوین بود.

## بزرگداشت
در خرداد ۱۳۸۷ مجله بخارا شبی را برای بزرگداشت منوچهر طیاب برگزار کرد.
در سال ۱۳۹۸ نیز در سیزدهمین دوره جشنواره سینما حقیقت، گزیده‌ای از آثار طیاب به نمایش درآمد و نشان «فیروزهٔ حقیقت» به او اهدا شد.

## درگذشت
منوچهر طیاب ۴ شهریور ۱۳۹۹ در سن ۸۳ سالگی به دلیل سرطان در بیمارستانی در وین، درگذشت. مراسم تشییع و خاکسپاری وی در آرامگاه مرکزی وین در ۲۱ شهریور برگزار شد.

## ویژگی کارها
ویژگی‌های کارهای منوچهر طیاب:
- تأکید بر پژوهشی ژرف برای ساخت اثر
- تجربه‌گرایی: طیاب در ساخت مستند شیوه‌هایی را می‌آزمود که کمتر تجربه شده یا اصلاً کار نشده بود.
- نگاه اجتماعی معترض: گاهی مستندهای طیاب، با تنه زدن به مستندهای سیاسی، تکه‌تکه و توقیف می‌شدند.
- کارکرد درام: این موضوع به ویژه در مستندهای علمی و مردم‌نگاری که ذاتاً از سرشتی خشک و غیرقابل انعطاف برخوردارند دیده می‌شود.
- تنوع موضوعی: طیاب در حوزه‌های گوناگون علمی، تاریخی، معماری، انسان‌شناسی، هنرشناسی، ایران‌شناسی و … صاحب اثر بود.

## کارها
1. سفال
2. سرامیک
3. ریتم
4. مسجد جامع اصفهان
5. چهلستون
6. ایران، سرزمین ادیان
7. معماری دوران صفوی
8. معماری اسلامی ایران: دورهٔ ایلخانی
9. اصفهان هندسه‌ای در مقیاس انسانی
10. ایران سرزمین ادیان
11. سد راه شن
12. وانگه روان‌جهان گله کرد
13. همراه باد در دل تنهایی کویر / (کتاب منتشر شده در ۵ آبان ۱۳۸۱، انتشارات کتاب خورشید)
14. دریای پارس / (کتاب منتشر شده در ۸ اسفند ۱۳۸۵، انتشارات کتاب خورشید)
15. زاگرس، گاهواره تمدنی کهن
16. البرز: زادگاه تمدنی به قدمت تاریخ
17. لرستان، کهن سرزمین قوم کاسیت (دربارهٔ فعالیت‌های باستان‌شناسی و پژوهشی عطا حسن‌پور سکوند)

## جایزه‌ها
1. جایزهٔ سیمین دلفان از جشنواره بین‌المللی فیلم‌های مستند و آموزشی تهران (سرامیک)
2. دیپلم افتخار جشنواره بین‌المللی فیلم برلین (مسجد جامع اصفهان)[۳]
3. دیپلم افتخار جشنواره بین‌المللی فیلم وین (ریتم، ایران سرزمین ادیان)[۳]
4. دیپلم افتخار جشنواره بین‌المللی فیلم مسکو (اصفهان هندسه‌ای در مقیاس انسانی)
5. دیپلم افتخار جشنواره بین‌المللی فیلم رشد (وانگه روان‌جهان گله کرد)
6. لوح سیمین بهترین فیلم‌نامه و کارگردانی از جشنواره بین‌المللی فیلم تورنتو (همراه باد در دل تنهایی کویر)[۳]
7. فیلم برگزیدهٔ جشنواره لوکارنو (همراه باد در دل تنهایی کویر)[۳]
8. لوح زرین جایزهٔ شهید آوینی (دریای پارس)
9. نشان «فیروزهٔ حقیقت» در سیزدهمین دوره جشنواره سینما حقیقت (۱۳۹۸)[۳]

## فیلم دربارهٔ طیّاب
- سفر در امتداد سرزمین کهن (مستندی به کارگردانی کاوه بهرامی مقدم و تهیه‌کنندگی رضا میرکریمی دربارهٔ منوچهر طیاب)
- آقای طیاب